# البروتستانتية والإسلام

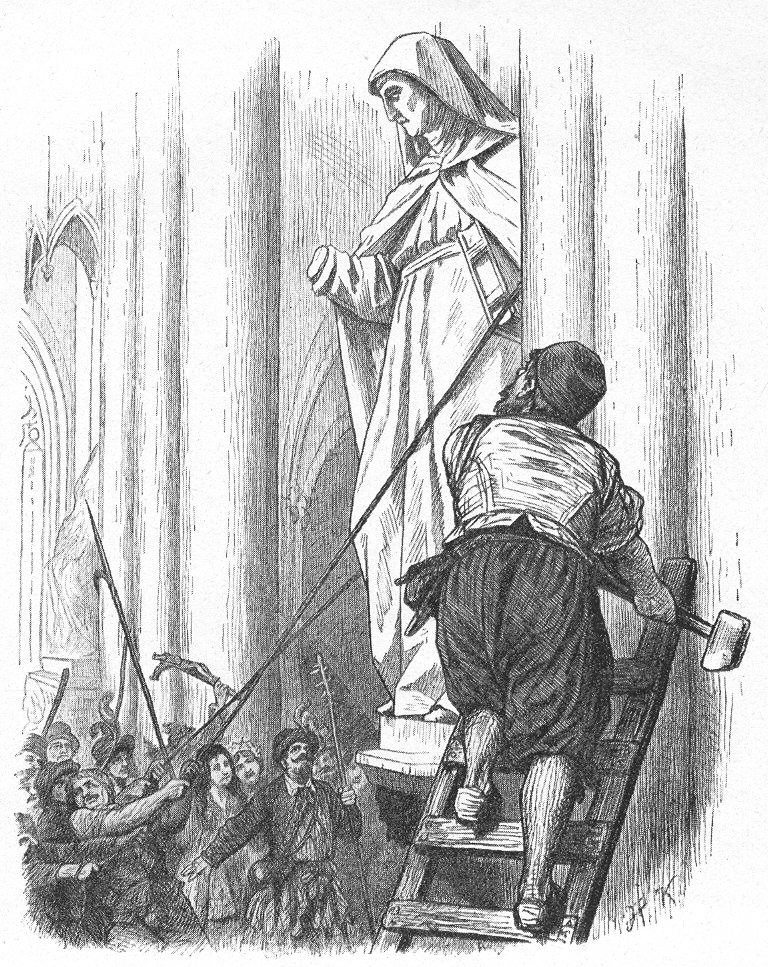
يتشارك البروتستانت والمسلمين في منع تصوير الأنبياء، رسمّة تصوّر تحطيم التماثيل خلال الإصلاح البروتستانتي في هولندا.

دخل المسلمين والبروتستانت في اتصال خلال القرن السادس عشر، في وقت تزامن انتشار الحركات البروتستانتية في شمال أوروبا وتوسع الإمبراطورية العثمانية في جنوب أوروبا. وعلى خلفيّة الصراع المتشرك مع الإمبراطورية الرومانية المقدسة، وقعت العديد من التبادلات في وجهات النظر والإمكانيات والتجارة والأحلاف العسكرية بين المسلمين والبروتستانت. علمًا أنه في العصور الحديثة أصبحت العلاقات بين البروتستانت (خصوصًا في الولايات المتحدة) والمسلمين أكثر صراعية، على الرغم من بذل محاولات في التقارب. على صعيد المقارنّة الدينيّة، هناك أوجه تشابه بين البروتستانتية والإسلام  مثل نقد النص وتحطيم الأيقونات في كلا النهجين الدينية، فضلًا وجود بعض الاختلافات.
ترفض البروتستانتية شروط نيل الغفران والقيام بأي عمل تكفيري أو صالح؛ و«السلطة التعليمية» في الكنيسة الكاثوليكية والتي تنيط بالبابا القول الفصل فيما يتعلق بتفسير الكتاب المقدس معتبرًا أنّ لكل إمرئ الحق في التفسير؛ وتؤمن أنّ الكتاب المقدّس هو المصدر الوحيد للمعرفة المختصة بأمور الإيمان؛ وتعارض سلطة الكهنوت الخاص باعتبار أن جميع المسيحيين يتمتعون بدرجة الكهنوت المقدسة، وتتشابه وجهة النظر البروتستانيّة حول معارضة الكهنوت والرهبنة.